# Боди (одежда)

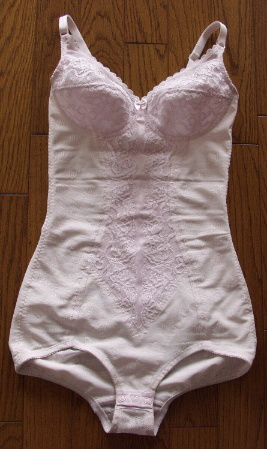
Женское боди без рукавов

Бо́ди (англ. bodysuit) — вид обтягивающей нижней одежды, закрывающей верхнюю часть туловища, похож на купальник или комбинацию майки и трусиков. Может иметь короткие либо длинные рукава, воротник-стойка может присутствовать или отсутствовать. Характерная особенность боди, отличающая его от леотарда, — то, что в паховой части оно застёгивается на кнопки или крючки. Боди стринг или Т-фронт стринг, как правило, имеют промежностное отверстие, смещённое вперёд к области живота, чтобы повысить комфорт пользователя.
Вошло в моду в 1980-е годы. Является одеждой унисекс, хотя в целом более распространено среди женщин. Боди носят как нижнее белье, в качестве спортивной одежды, как верхнюю одежду с брюками или юбкой. Имеются такие варианты боди, как рубашка-боди, блузка-боди, водолазка-боди.
Специальной разновидностью является детское боди, в котором застёжка внизу удобна для надевания и снимания подгузников.
По форме боди сходно также со слитным купальником.

## История
Боди появилось, как результат развития леотарда. Оно было представлено в Соединённых Штатах после 1950 года фешн-дизайнером Клэр Маккарделл. При появлении, боди выглядело как блузка или футболка. Первое настоящее боди было надето на Бетти Пейдж в 1950-х, и было нарядом торговой марки Playboy Bunnies с 1960-х, а также и на Чудо-женщине — героине комиксов.
Аззедин Алайя и Донна Каран помогали в создании боди, как предмета моды как для мужчин, так и для женщин в 1980-х. После спада, данный предмет одежды был возвращён в моду, но уже в виде моделирующего или нижнего белья, и в 2010-м боди снова вернулось в моду, как блузка-боди и классическое водолазка-боди, а также как вечерний наряд.

## Фотографии

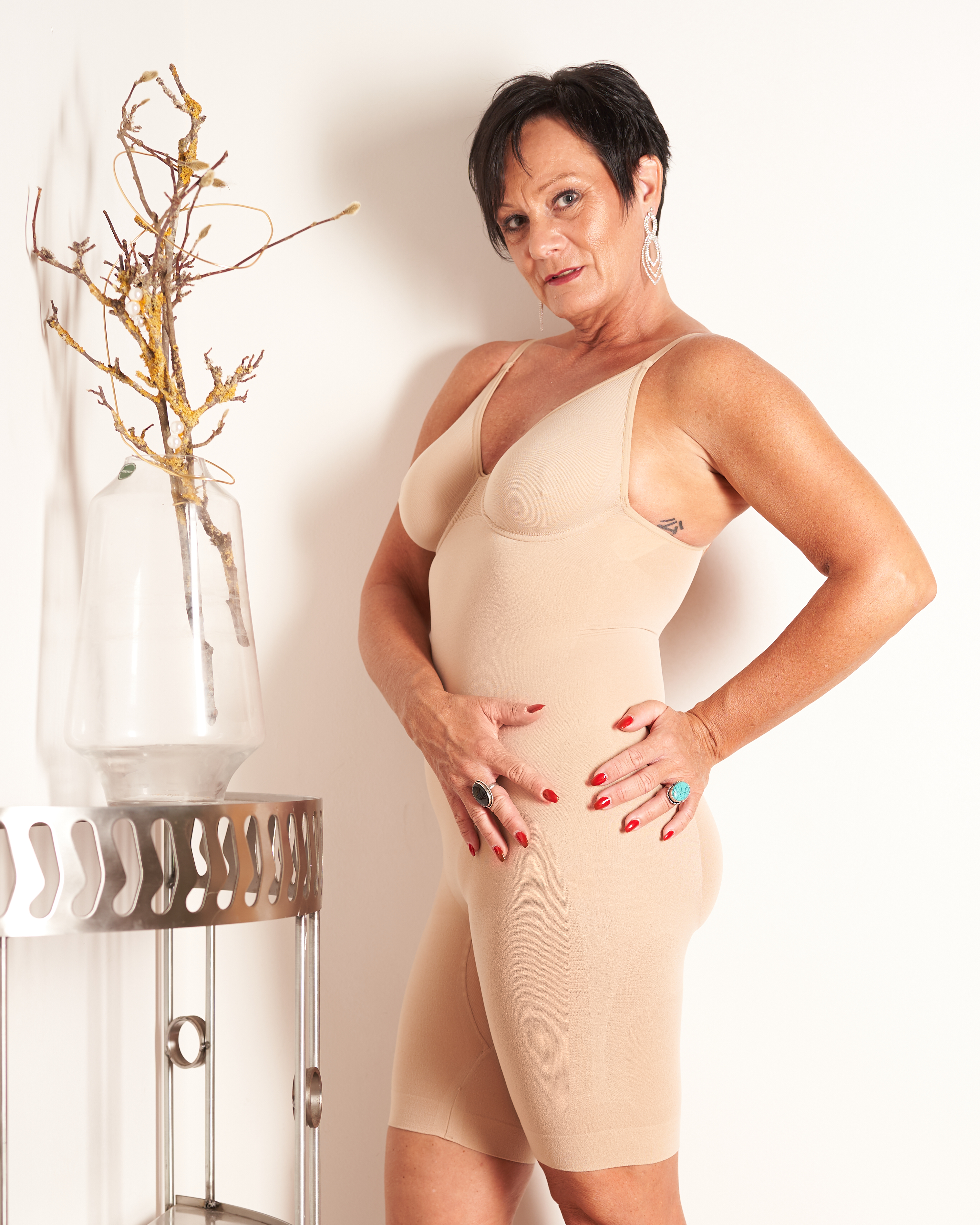
Утягивающее боди
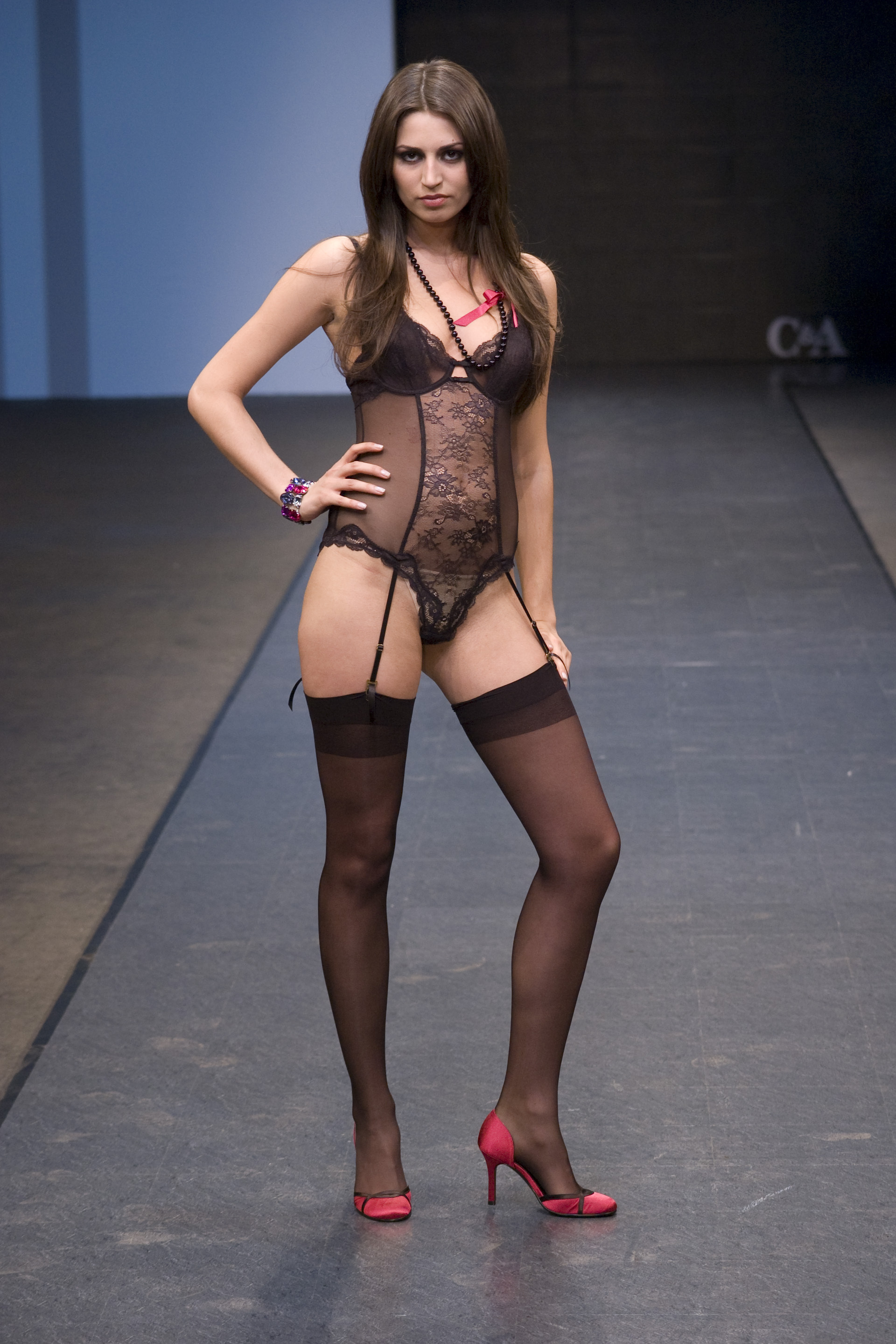
Прозрачное боди с вшитым бюстгальтером и подвязками для чулок
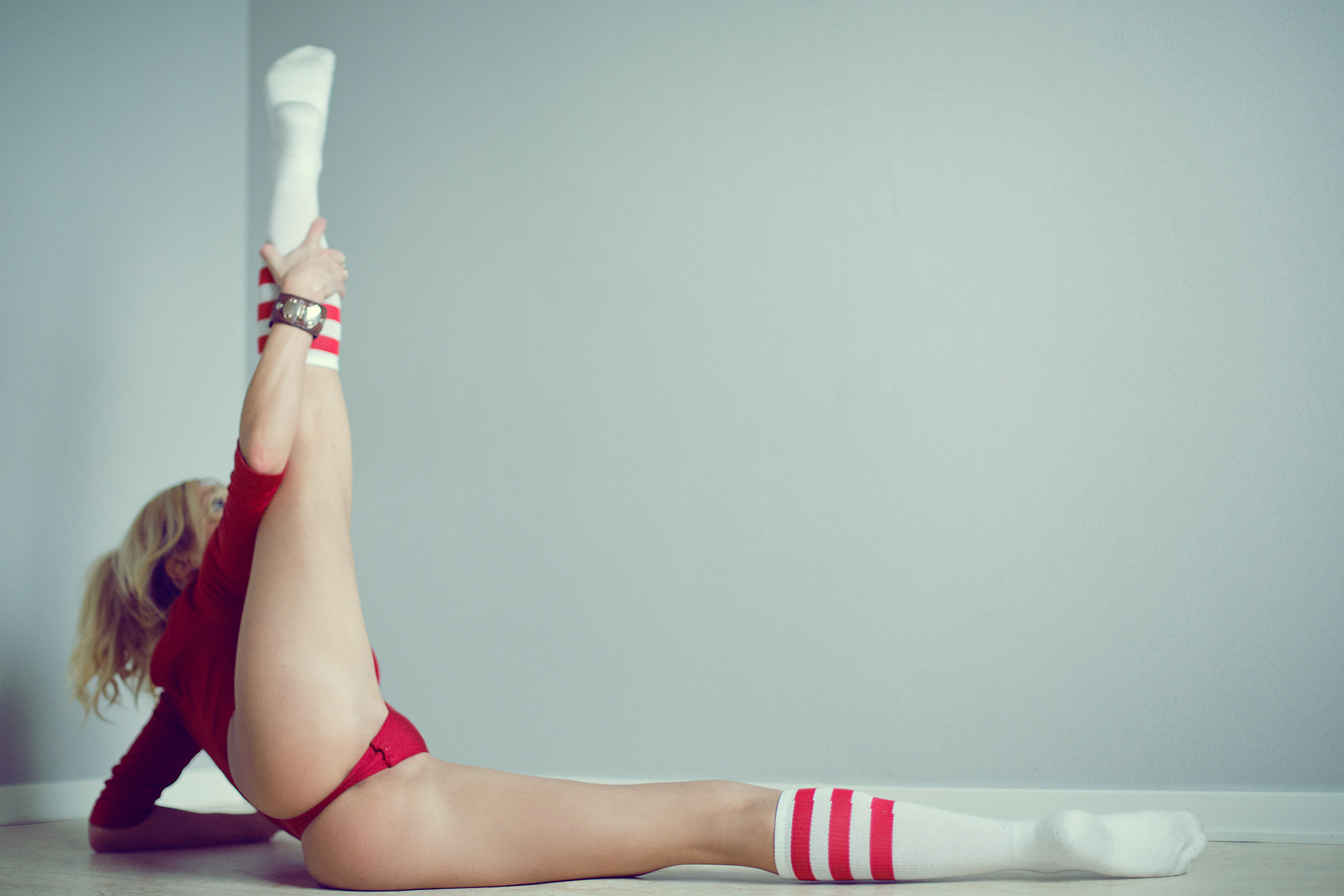
Боди с трусиками-стрингами
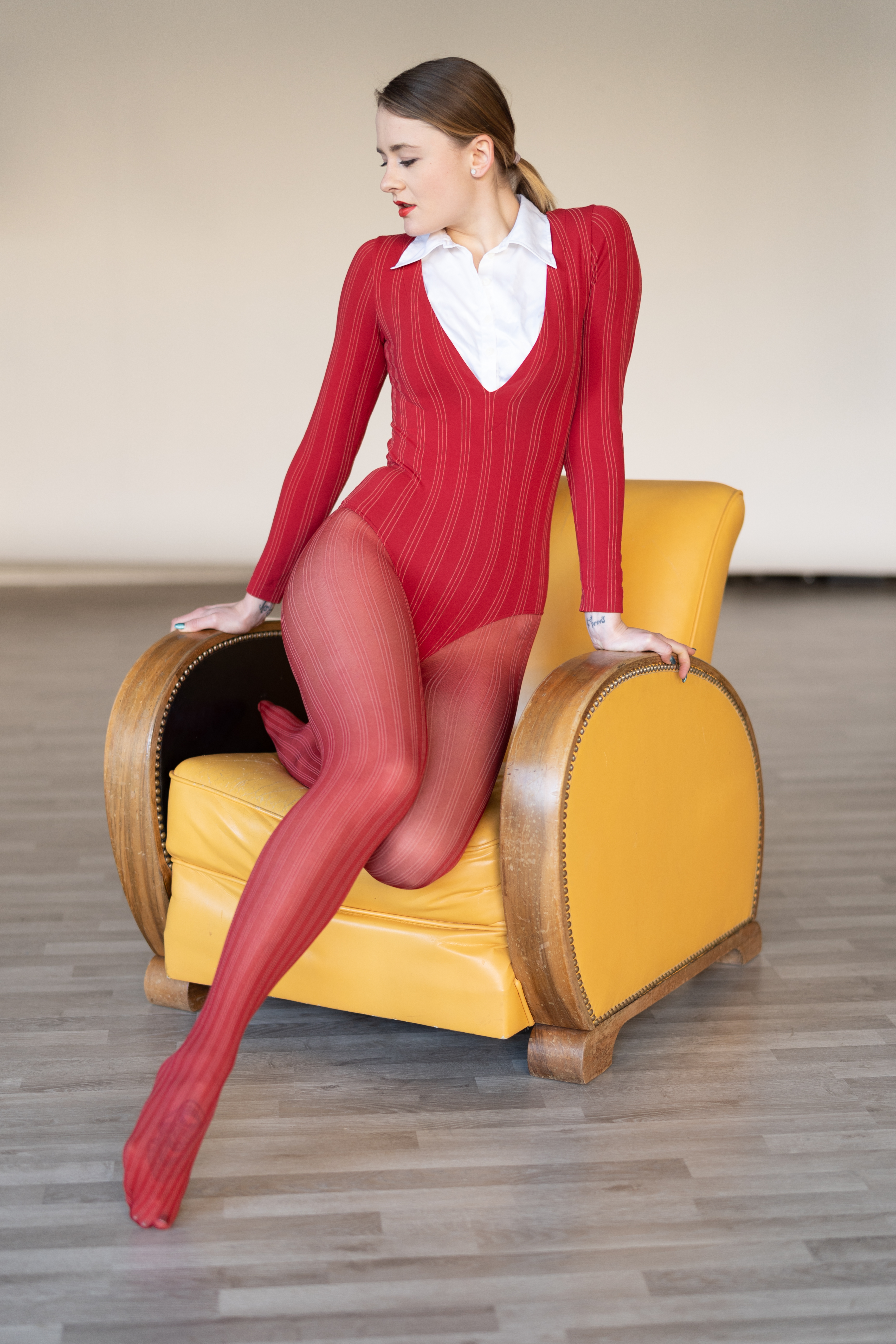
Рубашка-боди
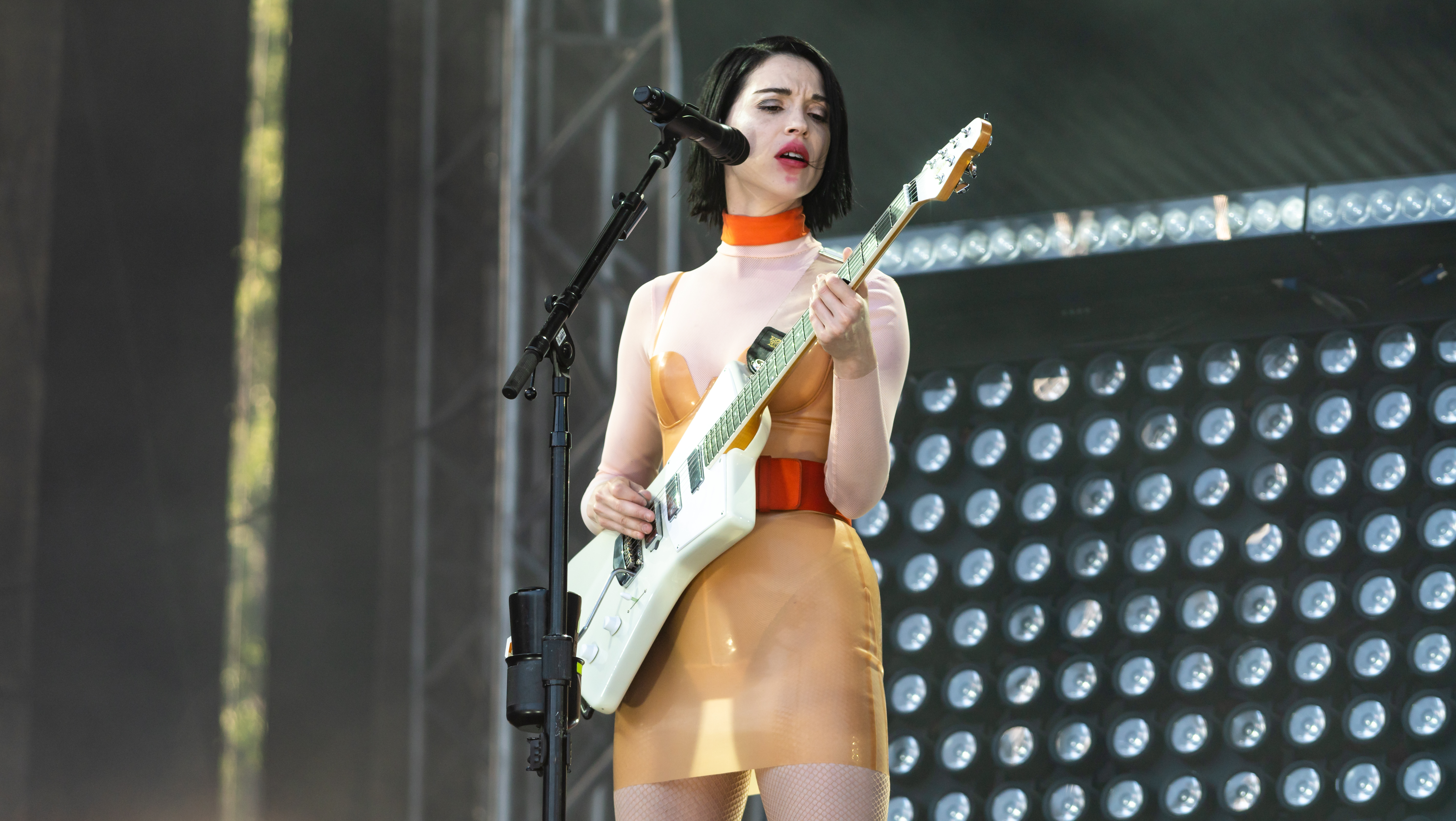
Певица St. Vincent в телесном боди и платье из латекса